# Klaksvík
Klaksvík  er med 5.107 (1. januar 2025)den næststørste by på Færøerne; den er Norðoyars hovedby og det vigtigste center for fiskeindustrien på Færøerne. Klaksvíkar kommuna omfatter hovedparten af øerne Borðoy, Svínoy og Kalsoy, i alt 72 km². Kommunen
Kommunen omfatter bebyggelserne Klaksvík, Árnafjørður, Norðoyri, Ánir, Strond, Svínoy, Trøllanes, Mikladalur, Húsar og Syðradalur med i alt 5.490 indbyggere den 1. januar 2025. 
Klaksvík ligger på øen Borðoy, der er den største af Norðoyar. Byen ligger i en lille dal i bunden af bugten Klaksvík eller kaldt vágin lokalt, i nord, som danner havnen, og fjorden Borðoyarvík i syd, mellem fjeldene Myrkjanoyrarfjall (689 meter) og Háfjall (647 meter), Hálgafelli (503 meter) og Klakkur (414 meter). Det sidste fjeld har givet byen dens navn.
I april 2006 åbnede Nordøtunnelen mellem Klaksvík og Leirvík på øen Eysturoy, hvor der tidligere var en færge. Det er således muligt at køre helt til Tórshavn fra Klaksvík.

## Historie
Klaksvík har minder helt tilbage fra vikingetiden. Oprindeligt var der i området fire bondegårde, (gårde eller husklynger). På Borðoyarvíks østlige bred findes der ruiner af en gård der 12. marts 1745 og samme dato 1765 blev begravet af sneskred. Længere ude ligger Íslendingatoftir med nogle udgravede vikinge-tomter.
Klaksvig blev grundlagt som en nybygd ved bugten Vaagen og sammenvoksede med Vaag bygd. I 1584 var der fem bygder/bydele i Klaksvig: í Gerðum, á Myrkjanoyri, á Uppsølum, í Vági og á Norðoyri. Pladsen blev kaldt í Bø af folk fra Norderøerne og fra folk fra det østsiden af Eysturoy, mens folk andre steder fra brugte navnet í Vági eller Norðuri í Vági.
I 1801 var der kun 88 indbyggere, men først fra 1838 kom der gang i udviklingen, efter at den kongelige monopolhandel oprettede en filial i Klaksvík. Byen ligger ved en særdeles velbeskyttet bugt, og blev derfor godkendt som vinterhavn for havgående skibe. Det førte til, at mange søfolk flyttede til bygden. Dette blev starten på den udvikling, der har gjort Klaksvík til Færøernes vigtigste fiskerihavn.
Den 12. marts 1745 begravede en lavine fra fjeldet huse og mennesker i Gerðum i sne, og fem omkom. Husene genopførtes samme sted, og da en ny lavine udløstes d. 12. marts 1765 og 20 af de i alt 26 beboere omkom. Man valgte derefter at  genopføre husene på et sikrere sted .
Ved indførelsen af det kommunale selvstyre i 1872 var hele området en del af Norðoya præstegælds kommune, der blev delt i 1908. Klaksvík blev udskilt som egen kommune dette år. Efter grænseændringer i de øvrige kommuner blev Mikladals kommuna og Svínoyar kommuna indlemmet i Klaksvík i henholdsvis 2005 og 2009.
Omkring år 1900 var der i Klaksvík distriktslægebolig, sygehus (opført 1898 for private midler), bolig for sysselmanden, købmandsforretning og postekspedition.
Den 12. marts 1910 forulykkede en robåd fra Gerðum, og seks mand druknede. Tilfældet ville, at tre store ulykker ramte Gerðum d. 12. marts.
Omkring 1940 blev Klaksvík Færøernes næststørste by og overhalede Tvøroyri på Suðuroy.
1955 var året, hvor de danske og færøske myndigheder havde besluttet at fjerne byens danske læge fra hospitalet. Han var vellidt af befolkningen, men blev af myndighederne beskyldt for at have været nazivenlig. For at dæmpe uroen blev over 100 politifolk sendt til Klaksvík, hvorpå borgerne minerede indsejlingen til havnen. Inden den helt store konfrontation blev der opnået politisk forlig. Oprøret bundede dog langt dybere end den konkrete sag. Det var et spørgsmål om Færøernes uafhængighed. Se Klaksvíkstriden.

## Erhverv
I første halvdel af det 20. århundrede var Klaksvík den by på Færøerne, som havde den største erhvervsmæssige fremgang. Byen voksede fra at være fem små bydele i 1800-tallet, til at være regionens erhvervsmæssige centrum.
Byen har et omfattende havneanlæg, som er udbygget på begge sider.
Byen har siden 1913 været præget af rederi- og handelsviksomheden J. F Kjølbro, som udviklede sig med forarbejdning af fisk, handel og håndværk. Fiskeflåden har flere trawlere og mange små linefartøjer. Af andre virksomheder kan nævnes røgeri, saltfisklager, frysehuse, bryggeri, tov- og snørefremstilling, galvanisering, fødevareproduktion, to ophalingsbeddinger, et reparationsværft og et edb-firma, der har specialiseret sig i styring af filetfabrikker.
Klaksvík har sit eget bryggeri Föroya Bjór, som blev etableret i 1888. I 2016 udvidede det sin virksomhed til også at fremstille gin, vodka og bitter og whisky. Føroya Bjór bryggeriet har vundet flere internationale ølpriser. Familien Waag har været ejere siden begyndelsen. I dag er det Einar Waag yngri og hans datter Annika Waag, som driver bryggeriet.

## Skoler
Folkeskolen på Skúlatrøð havde ca. 750 elever fra 1. til 10. klasse i skoleåret 2022/2023. Kommunen driver også sin egen musikskole som et fritidstilbud for børn og unge.
Der er to erhversskoler i Klaksvík: Tekniski Skúlin í Klaksvík, som uddanner elektrikere, mekanikere, snedkere og tømrere, og Klaksvíkar Sjómansskúli, som uddanner styrmænd, sømænd og skibskokke.

## Kultur
Klaksvík har en årlig byfest begyndelsen af juni, Norðoyastevna. Her kan man for eksempel se færøsk kaproing. Først i en i august afvikles friluftsfestivalen Summarfestivalurin, som er en af Færøernes største musikfestivaler. I september afvikles Sjómannadagur i Klaksvík, hvor det holdes forskellige konkurrencer for sømmænd og mange aktiviteter for børn.
Klaksvík har et aktivt idrætsliv. KÍ Klaksvík har fodboldhold for mænd og kvinder. Kvinderne i Klaksvík har håndboldlklubben Stjørnan, mens mændene har klubben Team Klaksvík. Klaksvík har en 25 meter lang svømmehal, som også er et badeland. Klubben Ægir er byens og Norðoyars svømmeklub, og træner i Klaksvíkar Svimjihøll. I august 2023 tog KÍ Klaksvík fodbold-Europa med storm, da først BK Häcken blev slået ud af UEFA Champions League-gruppespillet og efterfølgende blev Molde FK slået i første kvalifikationskamp.

### Christianskirken
I 1963 fik Klaksvík en ny kirke Christianskirken. Kirken er tegnet af Peter Koch, er inspireret af de færøske bygdekirker og domkirkeruinen i Kirkjubøur. Kirken er forsynet med gavle af færøsk basalt og langsider af træ. Døbefonten i kirken er en ca. 4000 år gammel hedensk offerskål fra Danmark. Den kendte danske kirkemaler Joakim Skovgaard, malede i 1901 alterbilledet forestillende den store nadver, oprindelig skabt som en del af udsmykningen i Viborg Domkirke. Allerede kort efter udførelsen blev det angrebet af salte og blev derfor i 1913 bragt til Statens Museum for Kunst, hvorfra det blev flyttet til Christianskirken.
Kirken er viet til minde om de færøske fiskere, der døde på havet under den anden Verdenskrig og at kirken er bygget til minde om den danske konge Christian den Tiende (1870-1947).

## Religion
Brødremenigheden fik sin første mødesal, Betesda, i 1917. I 2014 opførtes en ny mødesal af samme navn. 
Indre Mission holder til i sin egen mødesal fra 1950, mens en anden retning, Kirkjuliga Missiónsfelagið, der etablerede sig i Klaksvík med sit eget missionshus i 1919‑20, fik et nyt missionshus i 2005. Der blev også etableret flere andre mindre kristne menigheder eller forsamlinger i Klaksvík, i særdeleshed efter 1970.

### Norðoya Fornminnasavn
Museet Norðoya Fornminnissavn blev grundlagt i 1968, og overtog i 1974 den gamle kongelige handels sorte bygning fra 1838. Museet er opdelt i to rum, det ene var byens apotek. Oprindeligt var det tøj-stue, i 1919, men blev anvendt som apotek fra 1932 til 1961. Lokalet bliver vist frem som det så ud, da det var apotek, med krukker og arbejdsredskaber. I det andet rum fremvises arbejdsredskaber, og andre effekter, fra gamle dage, fiskeredskab, værktøj, o.a. fra dagligdagen dengang. Bl.a. en gammel korn kværn, senest benyttet til at male korn i 1940erne. Udover det er der også nogle gamle fotografier af Nordøerne. Museet har endvidere overtaget motorbåden Nólsoyar Páll, som blev bygget i Klaksvík i 1927. Den ligger ude på fjorden og bliver bevaret som fiskerbåd.

## Viðarlundin úti í Grøv
Sydøst for byen ligger skoven og parken Viðarlundin, som hovedsagelig består af ask, birk og fyr. Det færøske ord viðarlund betyder plantage. Den 14. september 1979 besluttede byens kommunalbestyrelse at anlægge en skov, og fra 1980 blev der beplantet et areal på 33.000 m². 2006 blev Viðarlundin úti udvidet mod nordøst helt hen til et vandfald. Mange nye træer blev plantet, og flere stier blev anlagt.
På den halvkredsformede eng der omslutter skoven, ses de ovale overbevoksede rester af en ikke udgravet bygning fra Vikingetiden på Færøerne.

## Personer tilknyttet Klaksvík
- Jógvan Waagstein – (4. september 1879 i Klaksvík - 15. december 1949 i Tórshavn) - komponist.
- Rannvá Andreasen (født 1980) – fodboldspiller, har scoret flest mål og spillet flest kampe for Færøernes kvindefodboldlandshold.
- Rebekka Ziska Dahl (født 1996) – ju-jitsu-kæmper. Faderen er fra Klakvík.
- Hallur Joensen (født 1967) – countrysanger
- Todi Jónsson (født 1972) – fodboldspiller
- Aksel V. Johannesen (født 1972) – politiker, lagmand
- Malena Josephsen (født 1977) – fodboldspiller
- Ólavur Jøkladal (født 1952) – komponist og korleder
- Anfinn Kallsberg (født 1947) – politiker
- Elinborg Lützen (1919-1995) – grafiker
- Jørgen Markussen (født 1947) – fodboldspiller
- Símun av Skarði (1872-1942) – højskoleforstander
- Steen Skovsgaard (født 1952) – biskop på Lolland-Falster, tidligere konstitueret sognepræst i Klaksvík